# Kačji pastirji
Kačji pastirji (znanstveno ime Odonata, grško zobje), so dobro znan red žuželk z okoli 6.000 opisanimi vrstami, ki jih najlaže prepoznamo po vitkem, podolgovatem zadku, dvema paroma velikih kril in razmeroma velikih sestavljenih očeh. S preučevanjem kačjih pastirjev se ukvarja odonatologija, ki sodi v entomologijo. Slovensko ime so dobili po tem, da jih pogosto najdemo v bližini vode, kjer se zadržujejo tudi kače, npr. belouška. Navkljub morebiti zastrašujočemu videzu človeku niso nevarni.

## Telesne značilnosti
So razmeroma velike žuželke (med 20 in 135 mm dolžine), nekatere vrste so zelo pisanih barv in jih je po vzorcih možno tudi prepoznavati, vendar barva ni povsem zanesljiv določevalni znak. Glede na telesno zgradbo jih lahko jasno ločimo v dva podredova, enakokrile in raznokrile kačje pastirje, tretji podred pa v Evropi ne nastopa.
Največji del glave zasedajo velike sestavljene oči, ki so lahko pri raznokrilih kačjih pastirjih sestavljene tudi iz 30.000 omatidijev in se na vrhu glave stikajo. Enakokrili kačji pastirji imajo manjše, polkrožne oči, postavljene široko vsaksebi. Obustni aparat je izoblikovan kot močno grizalo, usmerjeno navzdol, na glavi pa so poleg njih še majhne, neopazne tipalnice. Glava je nasajena na zelo gibljivem vratu in jo lahko kačji pastirji prosto obračajo. Prvi člen oprsja (predprsje) je majhen in razločen, zadnja dva, ki nosita krila, pa sta zlita skupaj v izrazit pterotoraks (dobesedno »kriloprsje«). Ta se je z razvojem močno zakrivil nazaj - spodnja površina, kjer izraščajo noge je tako nagnjena naprej, zgornja, iz katere izraščajo krila, pa nazaj. Navzgor in nazaj podaljšan del sredoprsja tako tvori značilen »ščit« pred krili. Nagnjenost spodnje površine pa povzroči, da sta zadnja dva para nog pomaknjena naprej, skupaj s sprednjim parom tvorijo nekakšno košaro. To omogoča kačjim pastirjem, da v letu zagrabijo plen in ga pojejo. Povečana prostornina oprsja pa vsebuje letalne mišice. Oba para kril sta si med seboj podobna; krila enakokrilih kačjih pastirjev imajo značilen ozek pecelj, pri raznokrilih pa je zadnji par nekoliko širši od sprednjega. Položaj glavnih žil je pri vseh kačjih pastirjih podoben, omrežje prečnih žil pa je pri raznokrilih kačjih pastirjih mnogo bolj razvito kot pri enakokrilih. Enakokrili kačji pastirji krila med mirovanjem držijo navpično nad telesom ali rahlo razprta, raznokrili pa vedno povsem razprta. Vsako krilo ima neodvisno oživčenje, zato jih lahko premikajo nesinhrono. Blizu konca kril imajo skoraj vsi kačji pastirji odebeljeno, obarvano celico, pterostigmo. Zadek je dolg in ozek, v splošnem pri raznokrilih kačjih pastirjih bolj čokat. Zgrajen je iz desetih izrazitih členov z ostanki enajstega. Samci imajo par dobro razvitih okončin na desetem členu, od vseh drugih žuželk pa se ločijo po posebnih spolnih organih na drugem in tretjem členu zadka. Samice nekaterih vrst imajo ovipozitor na osmem in devetem členu zadka, mnoge samice raznokrilih kačjih pastirjev pa tako kot samci tudi okončine na desetem členu.
Imajo nepopolno preobrazbo - ličinke so zelo podobne odraslim živalim, le brez kril in genitalij. Živijo pod vodo, kjer dihajo s pomočjo trahealnih škrg - tankih plošč kutikule z gostim omrežjem vzdušnic, ki so pri ličinkah raznokrilih kačjih pastirjev skrite znotraj gub zadka, pri ličinkah enakokrilih pa štrlijo nazaj z zadnjega člena zadka. Spodnja ustna (labium) je preoblikovana v pripravo za lovljenje plena - je podaljšana z zgibom v sredini, na koncu pa je par palpov, preoblikovanih v premične klešče. Med mirovanjem je zložena pod glavo in pokriva večino obraza, zaradi česar ji pravimo obrazna maska.
Kačje pastirje zaradi značilne telesne zgradbe težko zamenjamo s katero drugo žuželko; podobni so jim kvečjemu volkci, ki sodijo med mrežekrilce. Tudi ličinke lahko na podlagi obrazne maske enostavno ločimo od vodnih ličink drugih žuželk.

## Življenje
Samice, ki imajo ovipozitor, z njim prerežejo rastlinsko tkivo in izležejo jajčeca v notranjost, ostale pa jih bodisi raztrosijo po površini vode, bodisi vstavljajo posamič pod gladino sladkovodnih vodotokov ali jezer. Ličinke so brez izjeme plenilske, plen ujamejo tako, da bliskovito iztegnejo spodnjo ustno in ga nabodejo na zobce. Dolžina stadija ličinke je v veliki meri odvisna od temperature vode in dostopnosti hrane. V splošnem ličinke vseh enakokrilih kačjih pastirjev odrastejo v enem letu, razvoj raznokrilih kačjih pastirjev pa traja od enega do pet let, lahko tudi dlje. Večinoma se levijo devet- do dvajsetkrat, po vsaki levitvi so večje in bolj podobne odraslim živalim. Tik pred zadnjo levitvijo se ličinka splazi na breg ali steblo vodne rastline. Kmalu poči koža na sprednjem delu telesa in odrasla žival se izvleče iz leva z glavo naprej, nato pa se ji počasi razprejo krila, pred tem zgubana znotraj kutikule.
Mladi odrasli se zadržujejo blizu vodotokov, kjer so se izlegli, mnogo njih ostane tam do konca življenja. Prehranjujejo se z manjšimi mušicami in komarji. So dnevne živali, pri lovu se v celoti zanašajo na vid. Njihove velike sestavljene oči so zelo občutljive na premike in jim omogočajo, da z močnimi nogami lovijo druge žuželke v letu. Vsako od kril je neodvisno oživčeno, zaradi česar jih lahko premikajo ločeno od ostalih, to pa jim omogoča prave akrobacije v zraku, vključno z lebdenjem in letenjem nazaj. Raznokrili kačji pastirji so eni najboljših letalcev med žuželkami, enakokrili pa so šibkejši letalci, ti pogosto ne lovijo plena v zraku, temveč ga pobirajo z rastlinja. Raznokrili kačji pastirji večino življenja preživijo v zraku; na kopnem, največkrat na navpičnih steblih rastlin, samo počivajo, zaradi položaja nog namreč ne morejo hoditi po ravnem. Znani so tudi po tem, da vzpostavijo teritorij, s katerega preganjajo druge kačje pastirje. Teritorialnost se zmanjša samo v obdobju parjenja, vendar samo v odnosu do osebkov nasprotnega spola.
Pred parjenjem prenese samec spermo iz genitalne odprtine na desetem členu zadka na spolne organe na drugem in tretjem členu zadka. Ko najde ustrezno samico, jo z okončinami na koncu zadka zagrabi za vrat, ona pa zvije zadek in s konico pobere spermo z njegovega. Temu položaju pravimo koleselj. Par lahko v tem položaju tudi leti, večinoma pa med parjenjem mirujeta na rastlinju. Po parjenju lahko samice letijo s samcem v "tandemu" (ko jo on še drži za vrat), pri nekaterih vrstah enakokrilih kačjih pastirjev pa samica v tem položaju že prične odlagati jajčeca.
V območjih z zmernim podnebjem živijo odrasli do deset tednov. Prezimijo največkrat kot ličinke.

## Ekologija
Večinoma so tropske živali, saj se morajo za delovanje močnih letalnih mišic dovolj ogreti. Kljub temu mnogo vrst živi tudi v območjih z zmernim podnebjem, največje med njimi pa po velikosti ne zaostajajo veliko za največjimi tropskimi.
Ličinke kačjih pastirjev z redkimi izjemami živijo v sladkih vodah - najraje imajo stoječe ali počasi tekoče vode, kjer se prehranjujejo z manjšimi nevretenčarji, večje pa napadejo tudi žabje paglavce in majhne ribe. Omenjene redke izjeme živijo bodisi v somornicah, v tropih pa najdemo tudi nekaj vrst, ki živijo v fitotelmatih, majhnih vodnih "otokih" na velikih tropskih listih ali delih dreves.
Odrasle živali pogosto najdemo blizu vod, kjer so se preobrazile iz ličink oz. vod, kjer bodo njihove samice odložile jajca. Predvsem raznokrili kačji pastirji so močni letalci, ki jih lahko najdemo tudi daleč od vode. Vsi kačji pastirji pa se kmalu po preobrazbi za čas dozorelosti umaknejo od vode in se zatečejo na odprte travnate habitate, rob gozda ipd. Kot plenilci so pomembni za reguliranje populacij manjših žuželk, kot so npr. komarji, muhe, obadi, s čimer koristijo tudi človeku. Njihovi naravni sovražniki so njihovi plenilci - predvsem ptice in pajki, pa tudi mravlje, prisoten pa je tudi kanibalizem. Ličinke pa so pogosto plen rib in dvoživk.
Kačji pastirji so zaradi vezanosti na vodno okolje in strukturo njihovega obvodnega življenjskega okolja pomembni bioindikatorji pri ugotavljanju stanja vod - upoštevata jih saprobni indeks ter biotični indeksi, a so nekatere vrste kačjih pastirjev razmeroma neobčutljivi na onesnaženost, zato odsotnost tisth vrst pomeni, da je preučevana voda že zelo onesnažena ali revna s kisikom. Kot pokazatelji saprobnosti in toksičnosti so tako manj uporabni, bolj pa kot pokazatelji krajinsko-ekološkega stanja okolja zaradi vsestranskih zahtev do določenih struktur okolja (sestava substrata, poraščenost, vrstna sestava plena in plenilcev, bližina gozdnih struktur itd.) in velike mobilnosti. Še posebej so kot bioindikatorji primerni, ker jih je razmeroma enostavno najti in določiti. Obenem so primerni tudi pri izdelavi modelov za oceno vplivov potencialnih sprememb v okolju, izkazali so se tudi kot dober kazalnik za spremljanje podnebnih sprememb in ugotavljanje njihovih vplivov. V nasprotju z nekaterimi drugimi skupinami žuželk, ki so prav tako lahko dobri bioindikatorji (npr. metulji in kobilice), so kačji pastirji odvisni predvsem od vodnih ekosistemov. Prisotnost vrst kačjih pastirjev pa ni pogojena le z ekološkimi dejavniki v vodnem okolju, za preživetje potrebujejo tudi razgibane in raznolike kopenske habitate, kjer se zadržujejo in prehranjujejo odrasli osebki. Na njihovo razširjenost poleg okoljskih razmer vplivajo še njihova mobilnost ter selitveni vzorci. Pri njihovem širjenju ljudje – razen z uničevanjem obstoječih in ustvarjanjem novih vodnih bivališč – praviloma nimamo neposrednega vpliva. Z le res redkimi izjemami kačji pastirji tudi niso odvisni od prisotnosti drugih, denimo hranilnih ali gostiteljskih vrst, zato predstavljajo edinstven kazalnik za neposredno spremljanje podnebnih sprememb in ugotavljanje spreminjajočih se podnebnih vplivov nanje.

## Sistematika in evolucija
Kačji pastirji imajo primitivno zgradbo kril in nekaj drugih zelo specifičnih znakov, zato jih z enodnevnicami uvrščamo v izvorno skupino žuželk, Palaeoptera, iz katere naj bi se razvili vsi ostali redovi. Tradicionalno jih delimo v tri podredove:
- Zygoptera (enakokrili kačji pastirji) - približno polovica danes živečih vrst
- Anisozygoptera (prakrili kačji pastirji) - večinoma fosilni, samo en še živeči rod (Epiophlebia) z dvema vrstama; po vsej verjetnosti neveljaven, nekateri avtorji ga obravnavajo kot podskupino raznokrilih kačjih pastirjev
- Anisoptera (raznokrili kačji pastirji) - druga polovica vrst

Monofiletski status je jasen samo za raznokrile kačje pastirje. Razvili naj bi se iz podredu Anisozygoptera, ti pa iz enakokrilih kačjih pastirjev, kar pomeni, da sta slednja parafiletska in kot taka v sodobni filogenetski klasifikaciji neustrezna, a ustreznejšega sistema še ni.
So zelo stara skupina žuželk, ki je svoj vrhunec doživela konec perma in se od takrat ni bistveno spreminjala.

## Ogroženost
Približno vsaka šesta vrsta kačjega pastirja (tj. 16 %) je v Evropi po kategoriji Mednarodne zveze za ohranjanje narave in naravnih virov (IUCN) ogrožena (angl. threatened) – vključujoč kategorije redkih, prizadetih in ranljivih vrst. Še dodatnih 11 % pa velja za potencialno ogroženih (angl. near threatened, NT). Delež v primerjavi s preostalo favno zagotovo ni zanemarljiv. Ogrožene vrste so tiste, katerih številčnost se zmanjšuje ali pa se zmanjšuje njihovo območje razširjenosti. V Evropi ima 24 % vrst kačjih pastirjev negativen trend rasti populacije, 10 % pozitivnega, dobra polovica stabilnega, za preostalih 12 % pa je za oceno na voljo premalo informacij.
V zmerno toplem pasu sta se številčnost in razširjenost mnogih vrst kačjih pastirjev od druge polovice 20. stoletja dalje dramatično zmanjšali. Ponekod v Evropi ju je sicer ublažilo boljše upravljanje z vodami v 90. letih dvajsetega stoletja. Kalkman in sod. so za Evropo navedli dejavnike ogrožanja kačjih pastirjev, tako za ogrožene kot druge vrste, od tistih, ki ogrožajo več vrst, do tistih, ki ogrožajo manj vrst: jezovi in druga vodna upravljanja, gospodinjsko in urbano onesnaženje, suše, onesnaženje zaradi kmetijstva, turizem in rekreacijski razvoj, kmetijstvo, urbanizacija, industrijsko onesnaženje, motnje človeka, požari, ostale ekosistemske spremembe, gozdno in lesno gospodarjenje, živinoreja, sprememba habitatov zaradi klimatskih sprememb, industrijski in drug razvoj, neznani razlogi, temperaturni ekstremi, prisotnost alohtonih vrst, akvakultura, prisotnost problematičnih domorodnih vrst. Obenem so ugotovili, da so vrste, vezane na tekoče vode (reofilne vrste), bolj ogrožene od preostalih. Opazili so tudi regijske razlike, saj navajajo, da so vrste, vezane na sredozemske predele, bolj ogrožene. Podobno kot drugod tudi v Sloveniji kačje pastirje ogrožajo uničevanje in izsuševanje stoječih voda, predvsem močvirij in manjših stoječih vod, regulacija vodotokov, fragmentacija habitatov, evtrofikacija, prekomerno naseljevanje rib, odstranjevanje vodne in obrežne vegetacije, posegi v gozdne potoke in odstranjevanje gozdov v bližini vod ter neprimerno strojno čiščenje vodotokov. Četudi so v Sloveniji mokrišča zakonsko zaščitena in več vrst kačjih pastirjev zavarovanih, izvajanje zakonodaje žal neredko ni uspešno.
Med dejavniki ogrožanja kačjih pastirjev dobivajo čedalje pomembnejšo vlogo tudi podnebne spremembe. Te s seboj prinašajo dvig temperatur, spremembe v padavinskem režimu in še marsikaj, kar bo imelo vpliv tako na rastlinstvo kot tudi živalstvo ter posledično celotne ekosisteme. Kačji pastirji so skupina, ki je od teh abiotskih dejavnikov močno odvisna. Temperatura, tako vode kot zraka, vpliva na njihovo fiziologijo – na hitrost njihovega razvoja, trajanje diapavze, dnevno aktivnost in fenologijo ter tudi medvrstne odnose. Vpliv ima na njihove vedenjske vzorce, velikost populacij in razširjenost, kar posledično, predvsem preko trofičnih interakcij, vpliva na celotne vodne ekosisteme, v katerih so prisotni. Višanje temperatur na geografsko razširjenost vrst vpliva posredno ter neposredno. Posreden vpliv ima na prisotnost ali porazdelitev življenjskih okolij, ki jih vrsta potrebuje za življenje, neposredno pa kot abiotski dejavnik, ki vpliva na fiziološke zmožnosti preživetja vrste na nekem območju. Pri teh vplivih kačji pastirji niso izjema. V zadnjih desetletjih so v Evropi pri velikem številu vrst kačjih pastirjev zaznali geografske premike razširjenosti vrst, praviloma z juga proti severu, kar se ujema z naraščanjem povprečnih letnih temperatur, in tudi premike na višje nadmorske višine. Predvideva se, da bodo združbe kačjih pastirjev kot posledica podnebnih sprememb in obenem premikov arealov vse bolj sestavljene iz toploljubnih vrst in pa generalistov, torej vrst, ki niso vezane na specifična življenjska okolja. Habitatni specialisti so namreč zaradi ožjega izbora življenjskega okolja bolj občutljivi na spremembe in podvrženi morebitnemu izumrtju, medtem ko so generalisti pogostejši med novimi kolonizatorji. Tako večja prilagoditvena sposobnost generalistom omogoča preživetje tudi v manj stabilnih in bolj spreminjajočih življenjskih okoljih. Posledice podnebnih sprememb so tudi dvig morske gladine, kar z vidika kačjih pastirjev ogroža obalna mokrišča, ki so za določene vrste bistvenega pomena. Pogostejši so tudi ekstremni vremenski pojavi, kot so neurja, poplave in pa predvsem suše, ki vodijo do hitrih sprememb okolja, na katere se vrste ne morejo prilagoditi ter lahko pripeljejo do lokalnih izumrtij populacij ali celo vrst na širših območjih.

## Kačji pastirji v Sloveniji
V Sloveniji so kačji pastirji razmeroma dobro raziskana skupina žuželk, ki sta jo prva preučevala že Valvazor v 17. in Scopoli v 18. stoletju, za začetnika odonatologije na Slovenskem pa velja Boštan Kiauta. V 90.-ih letih dvajsetega stoletja so Slovenijo na evropski zemljevid odonatologije postavili predvsem Mladen Kotarac, Matjaž Bedjanič, Ali Šalamun, Aljoša Pirnat, leta 2007 se jim je pridružil še Damjan Vinko, v zadnjem desetletju pa so med najaktivnejšimi še Ana Tratnik, Nina Erbida, Maja Bahor, Peter Kogovšek, Nika Tivadar, Nik Šabeder idr.
Slovenski ljubiteljski in profesionalni odonatologi so danes združeni v Slovensko odonatološko društvo (ustanovljeno leta 1992, registrirano leto kasneje), ki kot prostovoljsko aktivnost koordinira raziskave in izobražuje o kačjih pastirjev predvsem na slovenskem ozemlju. Društvo v svojem biltenu Erjavecia objavlja tudi nova, predvsem favnistična spoznanja, sodeluje pa tudi pri izdajanju poljudnoznanstvenega biltena Trdoživ, ki pokriva večino področjih žive narave v Sloveniji. Skrajšano ime društva je društvo SOD, simbol društva je stiliziran koleselj (kopula) kačjih pastirjev, v tujini pa društvo uporablja angleški naziv Slovene Dragonfly Society.
V Sloveniji je bilo zabeleženih 73 vrst kačjih pastirjev, kar je velika številka, če upoštevamo, da so do sedaj v Evropi našli 143 vrst. Velika pestrost vrst je tem ozemlju posledica stika štirih velikih biogeografskih regij (sredozemske, panonske, alpske in dinarske), raznolikosti življenjskih okolij, ki jih tu najdemo, in razmeroma toplega podnebja. A četudi je na Slovenskem mogoče najti mnogo mokrišč, so popolnoma naravni ali njim podobni habitati že zelo redki. Vse v Sloveniji zabeležene vrste kačjih pastirjev imajo uveljavljena slovenska imena.
V Sloveniji je po Uredbi o zavarovanih prosto živečih živalskih vrstah zavarovanih 25 vrst kačjih pastirjev, od teh je 23 zabeleženih v Sloveniji, za 15 se varuje tudi njihov habitat. Po Pravilniku o uvrstitvi ogroženih rastlinskih in živalskih vrst v rdeči seznam je v Sloveniji ogroženih 40 vrst, od teh je sicer ena manj zabeležena za Slovenijo. Tako je več kot polovica v Sloveniji zabeleženih vrst kačjih pastirjev (39 vrst) uvrščenih na Rdeči seznam, za katerega so bile strokovne podlage po danes že zastarelih podatkih, pa tudi merilih in kategorijah, izdelane ob prelomu tisočletja in je zato posodobitev rdečega seznama že nujna, zlasti glede na hitrost in obseg okoljskih sprememb v tem obdobju.
Četudi je moč trditi, da so kačji pastirji na Slovenskem razmeroma dobro raziskana skupina, je nekaj vrst čedalje redkejših in so že na robu izumrtja (npr. mrtvični spreletavec, zelena deva), nekaj drugih že zelo dolgo niso zabeležili (npr. barjanski škratec, črni kamenjak, rumeni kamenjak, stasiti kamenjak) oz. lahko njihove najdbe preštejemo na prste ene roke (npr. rumeni porečnik, alpski lesketnik, šotna deva, južna zverca), potrjeno pa imamo tudi izumrlo vrsto (velika peščenka). V zadnjih letih pa sta tudi dva nova prišleka, temni slaniščar in ciklamni telovnikar.
Navkljub zakonodajnim predpisom aktivnega varstva kačjih pastirjev v Sloveniji kljub očitnim potrebam takorekoč ni. Enako velja za monitoring in državno spremljanje njihovih populacij – velika večina vseh aktivnosti v favnistične raziskave kačjih pastirjev Slovenije je prepuščenih prostovoljnemu delu, njihovo ohranjanje pa naključju.